# 경북대학교치과병원
경북대학교치과병원(慶北大學校齒科病院, Kyungpook National University Dental Hospital)은 2008년 10월 15일 개원한 경북대학교 치의학전문대학원내에 있는 치과병원이다.